# Alston (Geórgia)
Alston é uma cidade  localizada no estado americano de Geórgia, no Condado de Montgomery.

## Demografia
Segundo o censo americano de 2000, a sua população era de 159 habitantes.
Em 2006, foi estimada uma população de 170, um aumento de 11 (6.9%).

## Geografia
De acordo com o United States Census Bureau tem uma área de
7,4 km², dos quais 7,4 km² cobertos por terra e 0,0 km² cobertos por água.

## Localidades na vizinhança
O diagrama seguinte representa as localidades num raio de 20 km ao redor de Alston.